# 劉茂 (子衛)
劉茂（？年—？年），字子衛，太原郡晉陽縣（今山西省太原）人。西漢沮陽縣令、東漢侍中。

## 生平
劉茂年幼喪父，與母親居住，家中貧寒，靠勞力扶養母親，孝行受鄉里人們稱讚。長大後鑽研《禮經》，有幾百名學生。漢哀帝時，劉茂被舉為孝廉，升任五原屬國侯，母親去世後辭官。喪期滿後，擔任沮陽令。王莽篡漢後，劉茂棄官，隱居於弘農山中教書。
建武二年（公元26年），劉茂擔任郡門下掾。當時二十幾萬赤眉軍攻打郡縣，長吏和府掾史被殺。劉茂背太守孫福爬牆躲藏在巖洞中，因此幸免於難。當晚，兩個人逃往盂縣。白天躲藏，晚上尋糧。一百多天後，赤眉軍離開，兩人才得以回到郡府。第二年（公元27年），詔書尋訪天下義士，孫福以劉茂節義高推薦劉茂，劉茂受詔書任命為議郎，後來遷任宗正丞，升任侍中，在任內去世。

## 延伸阅读
[在维基数据编辑]
 《後漢書/卷81》，出自范晔《後漢書》
 《東觀漢記》